# Pidonia subaenea
Pidonia subaenea là một loài bọ cánh cứng trong họ Cerambycidae.